# 広島市立戸坂城山小学校
広島市立戸坂城山小学校(ひろしましりつへさかしろやましょうがっこう)は広島市東区戸坂城山町にある公立の小学校である。

## 概要
広島市東区にある公立小学校の一校である。

## 沿革
1974年、広島市立戸坂小学校から分離して設立された。

## 通学地域
- 広島市東区[1]
  - 戸坂出江一丁目、戸坂大上一丁目～四丁目、戸坂数甲一丁目～二丁目、戸坂城山町、戸坂長尾台、戸坂南一丁目～二丁目

## 進学先中学校
- 広島市立戸坂中学校[1]